# Bassin d'avant-pays

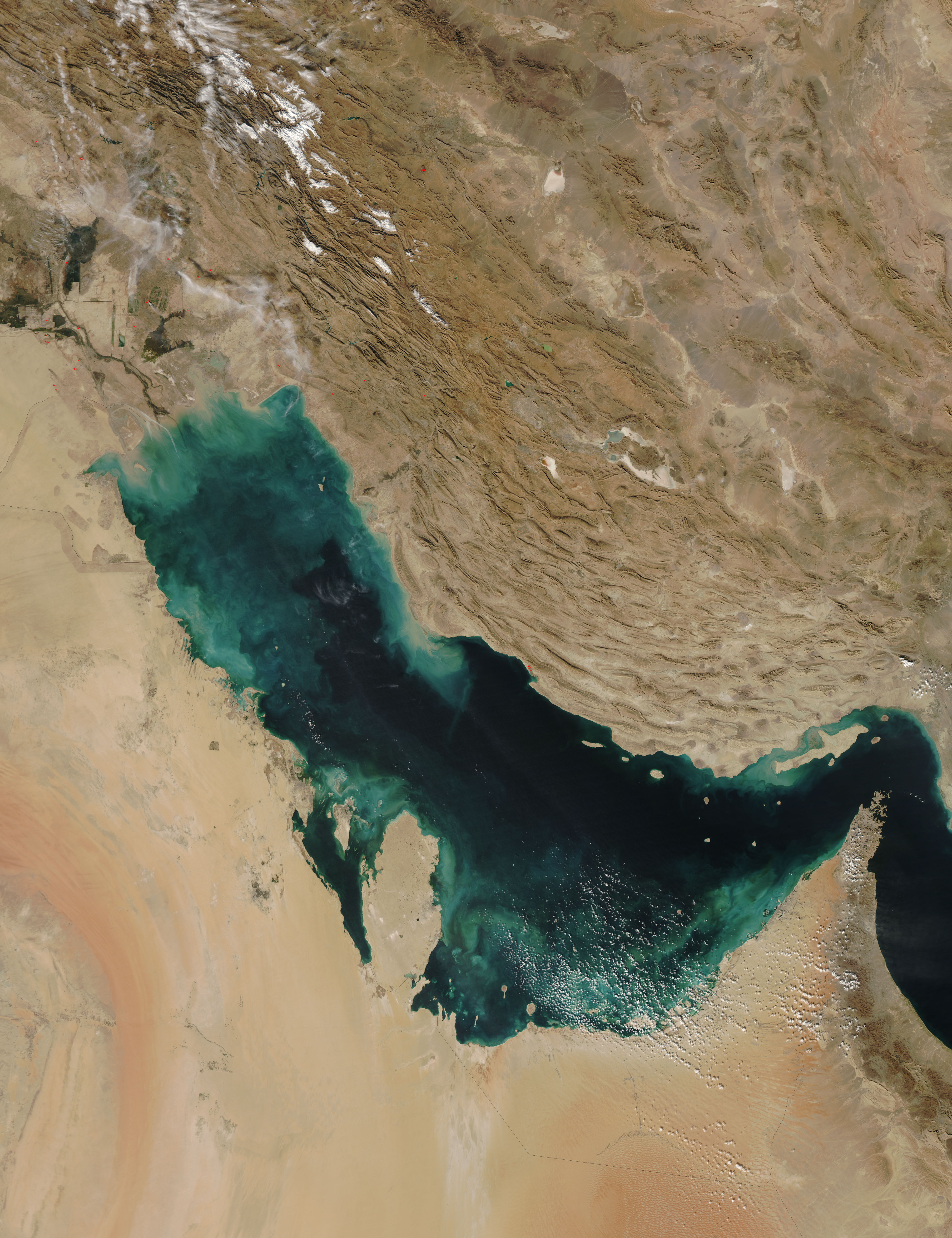
Le golfe Persique est le bassin d'avant-pays créé par l'orogenèse des monts Zagros (au nord-est du golfe)

Un bassin d'avant-pays est un bassin sédimentaire structural qui se développe parallèlement à une chaîne de montagnes. Les bassins d'avant-pays se forment parce que l'immense masse créée par l'épaississement crustal associé à la formation des chaînes de montagnes provoque la flexion de la lithosphère. La largeur et la profondeur du bassin d'avant-pays sont déterminées par la rigidité flexurale de la lithosphère sous-jacente et des caractéristiques de la chaîne de montagnes. Le bassin d'avant-pays reçoit des sédiments issus de l'érosion de la chaîne de montagnes adjacente et se remplit de séries sédimentaires dont l'épaisseur s'amincit en s'éloignant des montagnes. Contrairement aux bassins de rift, où l'espace d'accommodation est généré par extension lithosphérique, l'espace d'accommodation des bassins d'avant pays est généré par la flexure de la lithosphère.

## Description

### Formation
Les bassins d'avant-pays se forment parce qu'à mesure qu'un orogène se développe, il exerce une masse de plus en plus importante sur la croûte terrestre engendrant sa flexure. Cette déformation lithosphérique se produit afin d'atteindre un équilibre isostatique au niveau de la chaîne de montagnes. L'évolution tectonique d'un bassin d'avant-pays périphérique comporte généralement trois étapes :
- le stade marge passive avec la remobilisation de la marge continentale au cours des premiers stades de la convergence ;
- le stade de convergence précoce avec une sédimentation en eaux profondes (dépôts de flyschs) ;
- le stade de convergence tardif au cours duquel le bassin enregistre une sédimentation terrestre ou d'eaux peu profondes (dépôts de molasses).

### Types de bassins d'avant-pays
Les bassins d'avant-pays peuvent être de deux types :
- Les bassins périphériques, qui se forment sur la plaque subductée pendant une collision de plaque (comme le bassin Nord-Alpin européen ou le bassin du Gange).

- Les bassins d’avant-pays en contexte de subduction, qui se développent sur la plaque chevauchante, généralement derrière un arc volcanique actif. Contrairement aux bassins d’arrière-arc extensifs classiques, ces bassins sont soumis à des forces compressives et flexurales, ce qui leur confère une dynamique similaire aux bassins d’avant-pays classiques (ex. : certains bassins andins et rocheux).

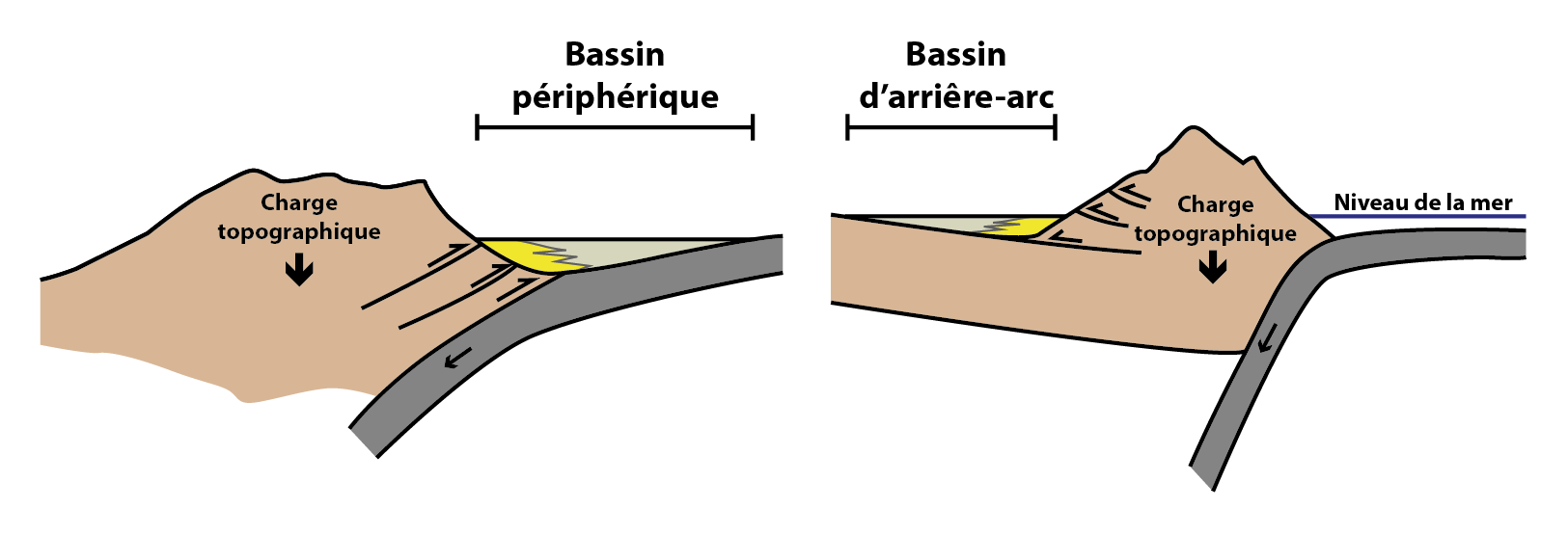
Les deux types de bassins d'avant-pays : bassin périphérique ou bassin d'arrière-arc.

## Potentiel pétrolier
Lors de sa migration, le pétrole migre non seulement en réponse aux forces hydrodynamiques qui conditionnent l'écoulement des eaux souterraines, mais aussi à la flottabilité et aux forces capillaires. Les hydrocarbures générés dans une chaîne de montagnes migrent vers l'extérieur de l'orogène en direction de l'intérieur du craton. En raison de leurs propriétés respectives, le gaz naturel se trouve généralement plus près de l'orogène et le pétrole se trouve plus loin,.